# Franz Müller (Politiker, 1915)
Franz Müller (* 9. Jänner 1915 in Wien; † 22. September 1999 in Güssing) war ein österreichischer Politiker (SPÖ) und Friseurmeister. Er war von 1960 bis 1964 Mitglied des Bundesrates und von 1964 bis 1975 Abgeordneter zum Nationalrat.
Müller besuchte nach der Volks- und Hauptschule die Berufsschule und erlernte zwischen 1930 und 1933 den Beruf des Friseurs. 1937 legte er die Meisterprüfung ab. In der Zeit des Austrofaschismus wurde Müller aus politischen Gründen zu geringfügigen, politische Strafen verurteilt, während des Zweiten Weltkrieges wurde er zum Kriegsdienst eingezogen und geriet in Jugoslawien in Kriegsgefangenschaft. Nach dem Ende des Krieges eröffnete Müller 1946 ein eigenes Friseurgeschäft, das er bis 1975 betrieb.
Müller wurde 1950 in den Gemeinderat von Güssing gewählt und hatte bis 1964 das Amt des Vizebürgermeisters inne. Zudem wirkte er innerparteilich von 1954 bis 1980 als Bezirksparteivorsitzender der SPÖ Güssing und war Mitglied des SPÖ-Landesparteivorstandes. Er vertrat die SPÖ vom 5. Mai 1960 bis zum 13. Mai 1964 im Bundesrat und war danach vom 13. Mai 1964 bis zum 4. November 1975 Abgeordneter zum Nationalrat.

## Auszeichnungen
- Großes Silbernes Ehrenzeichen für Verdienste um die Republik Österreich
- Großes Ehrenzeichen für Verdienste um die Republik Österreich
- Komturkreuz des Landes Burgenland